# Humprecht Johann Czernin von und zu Chudenitz
Humprecht Johann Czernin von und zu Chudenitz (in ceco Humprecht Jan Černín z Chudenic; Radenín, 14 febbraio 1628 – Praga, 3 marzo 1682) è stato un nobile e diplomatico boemo.

## Biografia

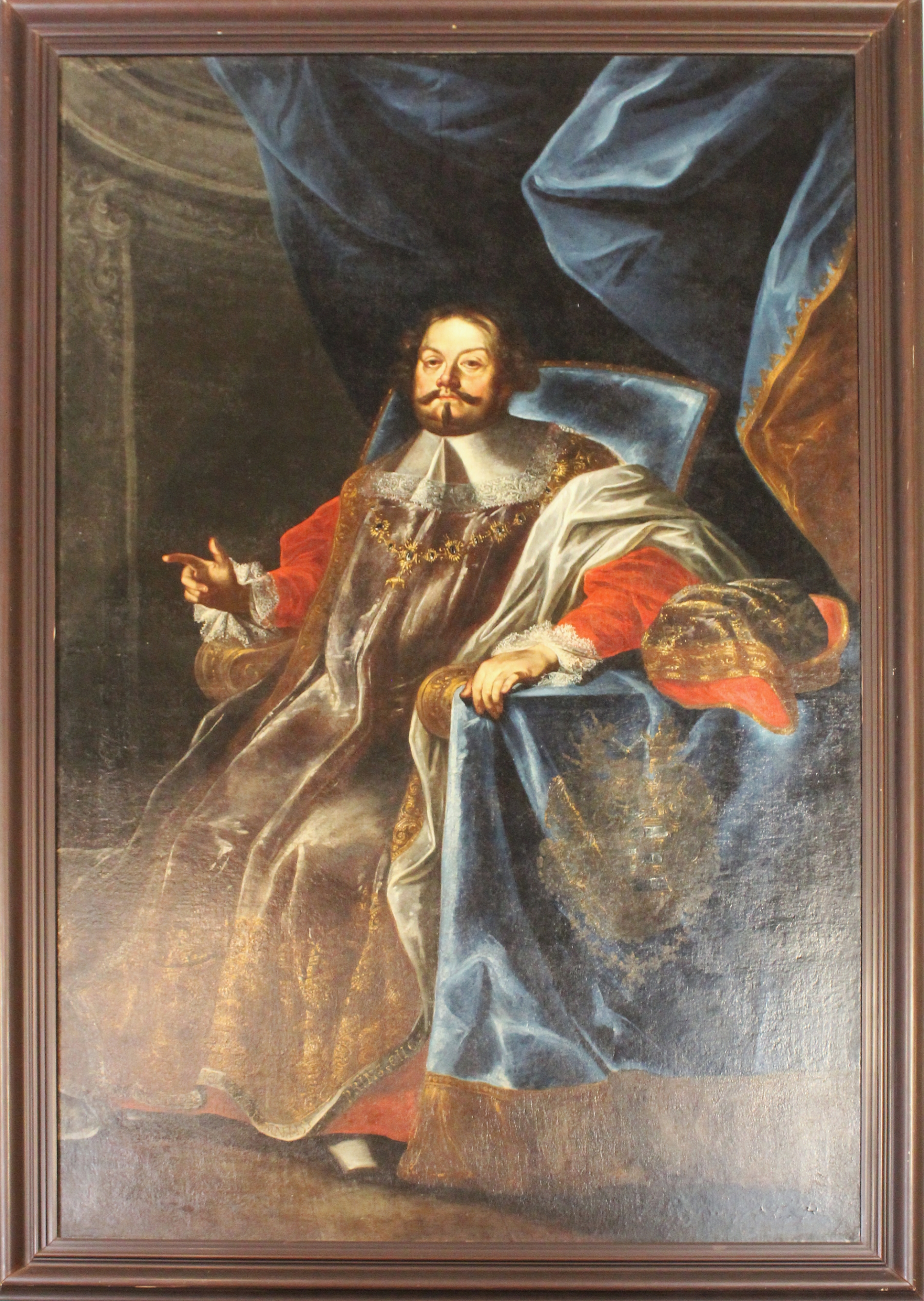
Humprecht Johann Czernin von und zu Chudenitz con gli abiti del Toson d'oro

Humprecht nacque a Radenín, nel castello di proprietà della famiglia di sua madre. I suoi genitori erano Johann Baptist Czernin von Chuderitz e Susanna Homuth von Harasow. Da giovane studente, frequentò il collegio dei Gesuiti di Praga e intraprese quindi un grand tour che lo portò a viaggiare per tre anni, tra il 1645 ed il 1648, in Italia, Francia e Paesi Bassi spagnoli. Tornato in Boemia, pensò di intraprendere la carriera ecclesiastica con la prospettiva di divenire cardinale, ma la sua petizione alla corte pontificia di Roma non ebbe effetto.
Nel 1650, grazie a suo zio Hermann, ottenne un posto come ciambellano alla corte dell'arciduca (poi imperatore) Leopoldo e l'anno successivo ereditò vasti possedimenti in Boemia. Nel 1652 sposò l'italiana Maria Diana Ippoliti di Cazoldo, dama di compagnia dell'imperatrice Eleonora, che aveva conosciuto alla corte imperiale di Vienna. Il matrimonio, pur dando alla luce sei figli, naufragò dopo quattordici anni e condusse alla separazione dei due nel 1674.
Leopoldo I ad ogni modo si servì dello Czernin come suo diplomatico. Nel 1657–58 lo inviò a negoziare per la propria elezione a imperatore e nel 1660–1663 il sovrano gli concesse la carica di ambasciatore imperiale a Venezia. Ottenne diversi titoli, tra i quali il cavalierato del Toson d'oro, la massima onorificenza imperiale.
Patrono dell'arte e dell'architettura, fece costruire un castello nei pressi di Sobotka come propria residenza di caccia e nel 1669 avviò la costruzione di palazzo Czernin a Praga, che diverrà uno dei più grandi edifici in stile barocco di tutta la capitale boema. Il luogo, di proporzioni monumentali, era stato concepito anche per accogliere la vasta collezione di dipinti del conte, che egli aveva collezionato a Venezia e che andò via via ampliandosi negli anni e con i suoi eredi. Alla sua morte comprendeva 750 dipinti, cresciuti sino a 1100 nel 1733.

## Matrimonio e figli
Il 31 maggio 1652, a Vienna, Humprecht Czernin sposò la marchesa Maria Diana Ippoliti di Gazoldo (Mantova, 2 settembre 1636 - Mantova, 22 settembre 1687).

Il matrimonio produsse sei figli, due soli dei quali raggiunsero l'età adulta:
- Hermann Jakob (Vienna, 25 luglio 1659 - Praga, 8 agosto 1710), sposò in prime nozze il 12 gennaio 1687 Maria Josepha Slavata von Chlum und Koschumberg e in seconde nozze il 6 ottobre 1709 la contessa Antonia Josepha von Kuenburg
- Thomas Zacharias (Vienna, 23 agosto 1660 - 14 febbraio 1700), sposò la contessa Susanna Renata Imperiali di Martinica